# نوبة عراق العجم
نوبة عراق العجم هي واحدة من النوبات الأندلسية الأحد عشر التي لا زالت محفوظة وتؤدى من طرف الفرق الموسيقية الأندلسية في المغرب الكبير. نوبة عراق العجم لا علاقة لها بمنطقة عراق العجم, ولكن سميت بذلك الاسم نظرا لكونها تستعمل مقاما كبيرا شبيها بمقام غربي يأخد أصوله من المقامات الإغريقية, وهو مقام على نغمة صول. تقليديا، تعزف نوبة عراق العجم وسط النهار بعد نوبة الرصد.

## تاريخ وطبوع نوبة عراق العجم
ذكر محمد الحايك في كناشه أن: «عراق العجم خارج من الشجرة (أي شجرة الطبوع) وقد اختلفوا فيه فقيل هو من الأصول الأربعة الأمهات وقيل هو من الفروع . المستخرج له هو صيكة بن تميم العراقي الذي استخرج كذلك لنغمة الصيكة و عراق العرب. يعتبر هذا الطبع رقيق النغمات حلو الألحان وله تأثير في نفوس السامعين لا يخفى، وهو يدخل على قلب الإنسان الفرح والسرور و يجلي عنه الهم والتبور ويكشف الفضل للنفوس ويقوي عزمها على الخير والعفاف. ما من إنسان كريم الشيم سمعت نفسه نغمات هذا الطبع إلا طربت أعضاؤه ورشحت أنامله».

## ميازين نوبة عراق العجم
تشتمل نوبة عراق العجم على خمسة ميازين، وهي:
- ميزان بسيط عراق العجم
- ميزان قائم ونصف عراق العجم
- ميزان ابطايحي عراق العجم
- ميزان درج عراق العجم
- ميزان قدام عراق العجم

## كتب حولها
تطرقت عدة كتب إلى النوبات الأندلسية عامة ولنوبة عراق العجم خاصة. من الكتب التي اهتمت بنوبة عراق العجم نجد:
- كناش الحائك - محمد بن الحسين الحائك
- من وحي الرباب - عبد الكريم الرايس
- نوبة عراق العجم - جمال الدين بن علال (2012)[5]

## وصلات خارجية
- الأشعار الكاملة لنوبة عراق العجم